# Луїс Хосе де ла Пенья
Луї́с Хосе́ де ла Пе́нья (ісп. Luis José de la Peña; 26 жовтня 1796, Буенос-Айрес — 3 лютого 1871, Буенос-Айрес) — аргентинський політик, багаторазовий міністр закордонних справ Аргентинської Конфедерації в уряді Хусто Хосе де Уркіси.

## Біографія
Син іспанця і аргентинки, закінчив престижний коледж Сан-Карлос в Буенос-Айресі, потім Національний університет Кордови (в 1818), отримавши звання доктора філософії і теології.
Повернувшись в Буенос-Айрес, працював професором і проректором в Colegio de la Unión (1826—1830).
Підтримав грудневий переворот Хуана Лаваля в грудні 1828 року, але вже в наступному році емігрував до Уругваю і жив в Мерседесі.
Президент Мануель Орібе вигнав його з Уругваю в 1837 році, але він повернувся після перемоги Ф. Рівери на початку 1839 року. Оселився в Монтевідео, де довгий час відповідав за організацію середньої освіти в столиці Уругваю і брав участь в створенні уругвайського Республіканського університету, в якому завідував кафедрою філософії, а пізніше став проректором.
Під час подій 1852 року рушив спочатку до Парани, потім в Монтевідео і Ріо-де-Жанейро, щоб переконати уряди Уругваю і Бразилії в тому, що єдиний законний уряд — це уряд Уркіси, з чим впорався.
Незабаром після битви під Касеросом (1852 рік) повернувся в Буенос-Айрес і в жовтні 1858 був призначений міністром закордонних справ спочатку в новому уряді генерала Х. Уркіси, а після цього в уряді Сантьяго Деркі.
Його головна місія полягала в тому, щоб отримати підтримку проти заколотників, а також зусилля по їх мирної реінтеграції.
Вів переговори з президентом Парагваю Карлосом Лопесом про прикордонні проблеми і взаємне визнання. Він був головним підписантом Пакту Сан-Хосе де Флорес, який припинив багаторічне протистояння в Аргентині.
Підписав від імені президента Уркіси мирний договір з Іспанією, в якому Іспанія нарешті визнала незалежність Аргентини за умови, що діти іспанців, які народилися в країні, будуть вважатися громадянами Іспанії (пізніше президент Бартоломе Мітре підписав новий договір, в якому цей пункт був відсутній).
Коли до влади прийшов президент Сантьяго Деркі, де ла Пенья повернувся в Буенос-Айрес і спробував знову зайняти позицію посередника в аргентинській міжусобиці, коли в 1861 році знову почалася війна, але його спроби не мали успіху.
Після битви під Павоном, що завершила громадянську війну в Аргентині 17 вересня 1861 року й поразки військ Уркіси, розпуску уряду Аргентинської конфедерації і об'єднання Аргентинської Республіки під керівництвом провінції Буенос-Айрес як домінуючого члена держави, присвятив себе консультуванню нових національних органів влади (до 1862 року, коли перейшов від політичної до педагогічної діяльності).
У 1865 році зайняв посаду директора шкіл в провінції Буенос-Айрес і члена Національної ради громадської освіти, продовжуючи викладати філософія і літературу в Університеті Буенос-Айреса.
Помер 4 лютого 1871 року, ставши одним з перших жертв епідемії жовтої гарячки в Буенос-Айресі.